# Rhona Bennett
Rhona Bennett (10 de mayo de 1976), (también conocida como Miss R&B)  es una cantante, actriz y modelo, quien como actriz se dio a conocer por su papel recurrente como "Nicole" en la sitcon The Jamie Foxx Show. Antes de unirse al elenco, Bennett fue miembro del elenco de Disney Channel The All-New Mickey Mouse. 
Como cantante, Bennett se unió al súper grupo estadounidense de R&B En Vogue en el año 2003-2008,  después de lo cual se embarcó en la carrera de cantante solista. Bennett comenzó a hacer las voces en off y películas industriales, antes de pasar al teatro y televisión profesional.

## Discografía

### Álbumes de estudio

#### En Vogue
- SoulFlower (2004)
- Electric Café (2018)

#### Como solista
- Rhona (2001)

### Sencillos

#### En Vogue
- Losin' my mind
- Ooh Boy
- I'll cry later
- Deja vu

- Emotions
- Have a seat
- Rocket
- I'm good
- Reach 4 me

#### Como solista
- Satisfied
- Best of Me
- Take What Comes to You
- I Will